# Departament Magallanes
El departament de Magallanes és una de les entitats territorials en la qual es divideix la província de Santa Cruz (Argentina). Ocupa una superfície de 19.805 km² i la seva capital és Puerto San Julián. Limita al nord amb el departament Deseado, a l'oest amb el de Río Chico, al sud amb el de Departament Corpen Aike i a l'est amb l'oceà Atlàntic.
Fou anomenat en honor de l'explorador Magalhãnes, ja que ell i el seu sèquit foren els primers europeus en explorar les costes d'aquesta demarcació. De fet visqueren durant un hivern austral a la badia de San Julián, lloc famós per ser el primer indret de l'Argentina en celebrar-se una missa catòlica. Després del pas de l'expedició, l'actual departament quedà despoblat d'europeus fins que l'any 1780 es fundà una colònia espanyola anomenada Florida Blanca, prop dels terrenys de l'actual ciutat de Puerto Julián. L'any 1901 es fundà l'actual ciutat de San Julián arrel de l'augment de població lligada a l'activitat econòmica relacionada amb la ramaderia ovina per a la producció de llana.

## Localitats
- Puerto San Julián
- El Salado
- Bella Vista

## Demografia
| Població | 1.203 | 4.405    | 4.029  | 4.603   | 4.627  | 5.314   | 6.536   | 9.202   | 12.080  |
| Variació | -     | +266,16% | -8,53% | +14,24% | +0,52% | +14,84% | +22,99% | +40,79% | +31,13% |